# Cholmsk
Cholmsk (russisch Холмск) ist eine Stadt in der Oblast Sachalin (Russland) mit 25.677 Einwohnern (Stand 1. Oktober 2021).

## Geographie
Die Stadt liegt an der Westküste des Südteils der Insel Sachalin, etwa 80 km westlich der Oblasthauptstadt Juschno-Sachalinsk, an der Newelskoi-Bucht des Japanischen Meeres.

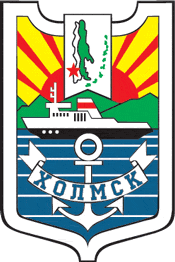
Sowjetisches Stadtwappen (1972)

Die Stadt Cholmsk ist der Oblast administrativ direkt unterstellt und zugleich Verwaltungszentrum des gleichnamigen Rajons.

## Geschichte
Der Ort wurde durch die Anlandung von zehn Soldaten am 21. Mai 1870 als russischer Militärposten gegründet. Man übernahm den Ortsnamen Mauka aus der Ainu-Sprache.  Von 1905 bis 1945 gehörte er nach dem Vertrag von Portsmouth, der den Russisch-Japanischen Krieg 1904–1905 beendete, als Maoka (jap. 真岡町, -chō, wörtlich: „echter/wahrer Hügel“) zu Japan. Als Ergebnis des Zweiten Weltkrieges kam die Stadt wieder zur Sowjetunion und erhielt 1946 unter dem heutigen Namen Stadtrecht (von russisch cholm für Hügel, in Bezug auf die terrassenförmige Anlage des Ortes um die Hafenbucht).

### Bevölkerungsentwicklung

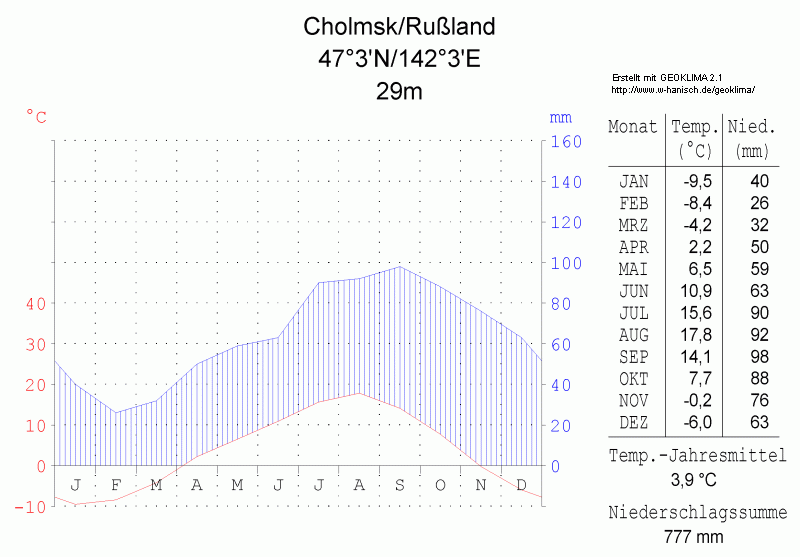
Klimadiagramm Cholmsk

| Jahr | Einwohner |
| ---- | --------- |
| 1941 | 19.193    |
| 1959 | 31.541    |
| 1970 | 37.412    |
| 1979 | 45.158    |
| 1989 | 51.381    |
| 2002 | 35.141    |
| 2010 | 30.937    |
| 2021 | 25.677    |

Anmerkung: Volkszählungsdaten

## Wirtschaft und Infrastruktur
Die Stadt wird von der Schifffahrt und der Fischwirtschaft geprägt. Der Hafen dient als See-, Fähr- und Fischereihafen und ist Operationsbasis der Fischfangflotte von Sachmoreprodukt sowie der Sachaliner Seereederei (Sachalinskoje morskoje parochodstwo). Daneben gibt es eine Papierfabrik sowie Betriebe der Bau- und Lebensmittelwirtschaft.
Cholmsk ist Endpunkt der Eisenbahnfährverbindung nach Wanino auf dem russischen Festland (Region Chabarowsk). Die Stadt liegt an der entlang der Westküste der Insel verlaufenden schmalspurigen Eisenbahnstrecke (Kapspur 1067 mm) Iljinsk–Schachta-Sachalinskaja. Die direkte Bahnverbindung in die Oblasthauptstadt Juschno-Sachalinsk wurde wegen des schlechten Streckenzustands 1994 weitgehend stillgelegt, sie ist von Cholmsk aus nur noch bis zum Haltepunkt Nikolaitschuk in Betrieb. Cholmsk besitzt einen Flughafen.

## Söhne und Töchter der Stadt
- Ri Kaisei (1935–2025), japanischer Schriftsteller koreanischer Abstammung
- Tadashi Nakamura (* 1942), japanischer Kampfkunstexperte
- Igor Jurjewitsch Nikolajew (* 1960), Sänger und Songschreiber
- Maxim Scheiko (* 1988), Gewichtheber